# Rudersdorf (Thuringe)
Pour les articles homonymes, voir Rudersdorf.
Rudersdorf est une ancienne commune allemande de l'arrondissement de Sömmerda, Land de Thuringe.

## Géographie
Rudersdorf se situe à l'est du bassin de Thuringe.
| Buttstädt |                   |              |
|           | Rudersdorf        | Eckartsberga |
|           | Ilmtal-Weinstraße | Bad Sulza    |

## Histoire
Rudersdorf est mentionné pour la première fois en 805 dans les biens de l'abbaye d'Hersfeld.
Pendant la Seconde Guerre mondiale, plus de 250 femmes et hommes de Pologne, d'Ukraine et de Russie sont contraints à des travaux agricoles.

## Jumelage
- Böbingen,  Rhénanie-Palatinat

## Personnalités liées à la commune
- Adolph Dattan (1854-1924), hommes d'affaires à Vladivostok.

## Source de la traduction
- (de) Cet article est partiellement ou en totalité issu de l’article de Wikipédia en allemand intitulé « Rudersdorf (Thüringen) » (voir la liste des auteurs).